# Берёзовые шелкопряды
Берёзовые шелкопряды, или весенние шелкопряды, или шелкокрылы (лат. Endromidae, или Endromididae) — семейство чешуекрылых. Включают 12 родов и около 60 видов.

## Описание
Бабочки средних размеров с размахом крыльев 36—70 мм. Тело вальковатое, густо опушенное. Крылья треугольные. Усики самцов гребенчатые, у самок коротко гребенчатые. Хоботок недоразвитый, укороченный; губные щупики очень короткие, скошены вверх, едва выступают впереди лба. На задних крыльях субкостальная жилка соединена короткой поперечной жилкой с радиальной.
Сумеречные и ночные бабочки, самцы некоторых видов летают днем. Самки малоподвижны, сидят на ветках кормовых растений. Гусеницы с небольшими бугорчатыми или с длинными шиловидными выростами на спине, на 8-м брюшном сегменте. Развиваются на широколиственных деревьях и кустарниках.

## Систематика
Ранее монотипное семейство (включающее единственный вид, берёзовый шелкопряд, Endromis versicolora) теперь после ревизии 2011 года включает 12 родов и около 60 видов (Zwick et al., 2011), в том числе из Mirinidae, Primostictini и Oberthueriini (ранее в Bombycidae — Prismostictinae).

### Синонимы
- Mirinidae Kozlov, 1985
- Oberthueriinae Kuznetzov & Stekolnikov, 1985. В.В.Золотухин[6] называл это подсемейство Dalailaminae семейства Bombycidae.
- Prismostictinae Forbes, 1955

### Список родов
- Andraca Walker, 1865
- Dalailama Staudinger, 1896
- Endromis Ochsenheimer, 1810
- Falcogona Zolotuhin, 2007
- Mirina Staudinger, 1892
- Mustilia Walker, 1865
- Mustilizans J.K. Yang, 1995
- Oberthueria Kirby, 1892
- Prismosticta Butler, 1880
- Prismostictoides Zolotuhin & T.T. Du, 2011
- Pseudandraca Miyata, 1970
- Sesquiluna Forbes, 1955